# Dahu
Dahu (ili Tahu), je Grom ptica Indijanaca Hidatsa. Kao i kod drugih plemena Siouan, Thunderbird je opisan kao golemi orao s rašljastim, nazubljenim repom. Udarci njegovih krila izazivaju grmljavinu. Dahu je smrtni neprijatelj vodene pantere.